# عيون واكاندا
عيون واكاندا هو مسلسل رسوم متحركة أمريكي قصير قادم من تأليف تود هاريس لخدمة البث ديزني+ ، استنادًا إلى موقع مارفل كومكس واكاندا . من المقرر أن يكون المسلسل التلفزيوني الخامس عشر في عالم مارفل السينمائي (MCU) من استوديوهات مارفل ويتم إنتاجه بواسطة استوديوهات مارفل للرسوم المتحركة مع بروكسيميتي ميديا ، ويشارك الاستمرارية مع أفلام الامتياز . تدور أحداث الفيلم حول هاتوت زارازي، المحاربين الواكانديين الذين يقومون بمهام خطيرة عبر التاريخ. عمل هاريس كمنتج عرض ومخرج.
المسلسل من بطولة ويني هارلو ، كريس ويليامز ، باتريشيا بيلشر ، لاري هيرون، آدم غولد، لين ويتفيلد ، جاك كوليمون ، جونا شياو ، إسحاق روبنسون سميث، غاري أنتوني ويليامز ، زيكي ألتون، ستيف توسان ، وأنيكا نوني روز . في فبراير 2021، تم الإعلان عن صفقة شاملة بين ديزني وبروكسيميتي ميديا التابعة لريان كوغلر . كان مسلسل رسوم متحركة عن واكاندا قيد التطوير بحلول مارس 2023، وتم الإعلان عنه رسميًا باسم عيون واكاندا في ديسمبر من ذلك العام. تم الكشف عن تورط هاريس في مارس 2024. على عكس سلسلة استوديوهات مارفل للرسوم المتحركة الأخرى حتى تلك النقطة، فإن عيون واكاندا تدور أحداثها في " الخط الزمني المقدس " في عالم مارفل السينمائي ولها روابط أكبر مع أفلام الامتياز.
من المقرر أن يتم عرض مسلسل عيون واكاندا لأول مرة على ديزني+ في 6 أغسطس 2025، وسيتكون من أربع حلقات. ستكون هذه السلسلة الأولى من المرحلة السادسة من عالم مارفل السينمائي.

## المقدمة
يقوم محاربو واكاندا، هاتوت زارازي ، بمهام خطيرة في جميع أنحاء العالم لاستعادة قطع أثرية من الفيبرانيوم على مر التاريخ.

## الممثلين والشخصيات
- ويني هارلو
- كريس ويليامز في دور الأسد [3]
- باتريشيا بيلشر [3]
- لاري هيرون [3]
- آدم غولد
- لين ويتفيلد [3]
- جاك كوليمون [3]
- جونا شياو
- إسحاق روبنسون سميث [3]
- غاري أنتوني ويليامز [3]
- زيك ألتون [3]
- ستيف توسان
- أنيكا نوني روز

سيظهر المقاتل الواكاندي نوني،  مع آيرون فيست ، وهو محارب ذو "قبضة متوهجة".

## الإنتاج

### التطوير
في فبراير 2021، أعلن رايان كوغلر - كاتب ومخرج أفلام استوديوهات مارفل النمر الأسود (2018) و النمر الأسود: واكاندا للأبد (2022) - عن صفقة تلفزيونية مدتها خمس سنوات بين شركته بروكسيميتي ميديا وشركة والت ديزني . وتضمنت الصفقة تطوير مسلسل درامي لخدمة البث ديزني+ يعتمد على دولة واكاندا الخيالية، موقع تصوير أفلام النمر الأسود . كان كوغلر يطور المسلسل مع كيفن فيج ولويس دي إسبوزيتو وفيكتوريا ألونسو من استوديوهات مارفل.   وقال ريتشارد نيوبي في هوليوود ريبورتر إن المسلسل يمكن أن يوسع أسطورة واكاندا مع تكريم تشادويك بوسمان ، الذي صور شخصية تي شالا / النمر الأسود في عالم مارفل السينمائي (MCU) حتى وفاته في أغسطس 2020. واقترح نيوبي أن المسلسل قد يستكشف بشكل أكبر شخصية مباكو وقبيلة جاباري؛ ماضي نجاداكا / إريك "كيلمونغر" ستيفنز كمرتزق؛ والد تشالا تشاكا ووقته باعتباره النمر الأسود ؛ أو دورا ميلاجي ، القوات الخاصة النسائية في واكاندا. كما أشار نيوبي إلى العديد من شخصيات القصص المصورة التي يمكن للمسلسل تقديمها إلى MCU: باشينغا ، أول النمر الأسود؛ الناشطة المراهقة ملكة العدل الإلهي التي تنضم إلى دورا ميلاجي؛ أو ضابط شرطة نيويورك كاسبر كول / النمر الأبيض ، الذي يتولى أيضًا عباءة النمر الأسود. 
كانت شركة بروكسيميتي ميديا تعمل على تطوير العديد من المسلسلات التي تدور أحداثها في واكاندا بحلول نوفمبر 2022.  في مارس 2023، أفاد الصحفي جيف شنايدر أن كوجلر وديزني كانا يطوران مسلسل رسوم متحركة بعنوان مؤقت "المدينة الذهبية" ، في إشارة إلى عاصمة واكاندا بيرنين زانا ؛   وقد أعطت قائمة الإنتاج "المدينة الذهبية" عنوانًا عمليًا للمسلسل الدرامي الأولي الذي تدور أحداثه في واكاندا.   في الشهر التالي، قال المدير التنفيذي لشركة استوديوهات مارفل، نيت مور، إنهم ناقشوا أفكارًا متعددة لظهور شخصيات النمر الأسود في مسلسلات ديزني+، لكنهم كانوا حذرين بشأن الانتقاص من "التجربة السينمائية" للسلسلة.  في شهر ديسمبر، أعلن براد ويندرباوم، رئيس قسم استوديوهات مارفل للرسوم المتحركة رسميًا عن المسلسل الكرتوني عيون واكاندا كجزء من لقطات سريعة للمسلسل القادم من الاستوديو. وقد تم الكشف عن التركيز على قصص المحاربين الواكانديين المختلفين عبر التاريخ.  تم تأكيد مشاركة كوغلر و بروكسيميتي ميديا،   وكان أحد المنتجين التنفيذيين يعمل على المسلسل بحلول ذلك الوقت.  ناقش المعلقون ما إذا كان هذا هو نفس المسلسل الذي تم الإبلاغ عنه سابقًا والذي ركز على شخصية دورا ميلاجي أوكوي .  قارنت ستيفاني هولاند في الجذر فرضية المسلسل بسلسلة الرسوم المتحركة حرب النجوم حكايات الجيداي (2022)، والتي تتبع بشكل مشابه شخصيات مختلفة في أوقات مختلفة. 
تم الكشف في يناير 2024 عن أن الفنان السابق في مجال لوحات القصص المصورة في استوديوهات مارفل تود هاريس قد قدم المسلسل إلى مارفل وكوغلر.  بدأت أفكار هذا الفيلم أثناء تصوير فيلم النمر الأسود.  في وقت لاحق من عام 2024، قال ويندرباوم إن هاريس هو من ابتكر وأخرج المسلسل،   وتم تأكيد أنه سيكون المنتج المنفذ للمسلسل في يناير 2025.  كان هاريس أيضًا منتجًا تنفيذيًا إلى جانب كوجلر، وويندرباوم، وفيجي، وديسبوزيتو، وزينزي كوجلر، وسيف أوهانيان ، وكاليا كينج، ودانا فاسكيز إيبرهاردت .  وبحسب ما ورد أن استوديوهات مارفل أنفقت ما يقرب من 20 دولارًا مليون دولار بين يونيو 2022 ويونيو 2023 في سلسلة رسوم متحركة يُعتقد أنها عيون واكاندا . 

### الكتابة
تدور أحداث فيلم عيون واكاندا حول هاتوت زرازي، محاربي واكاندا الذين يسافرون حول العالم عبر التاريخ لاستعادة قطع أثرية خطيرة من الفيبرانيوم .  يتمحور الفيلم حول إرث النمر الأسود حيث يتم تناقل هذا الإرث عبر الأجيال،  وعلى فكرة أن واكاندا "غير مقيدة بالتوسع" ومخفية عن بقية العالم. قال هاريس إن هاتوت زارازي كانوا " وكالة المخابرات المركزية في واكاندا" وأن ولائهم يتم اختباره في مهماتهم.  تدور أحداث المسلسل في " الخط الزمني المقدس " الخاص بـ MCU جنبًا إلى جنب مع الأفلام والمسلسلات الحية ، مما يميزه عن سلسلة استوديوهات مارفل للرسوم المتحركة السابقة التي تدور أحداثها في أكوان بديلة عن MCU الرئيسية.   عمل الفريق الإبداعي على العودة إلى "الإطار الحالي" للأفلام عند تطوير قصص المسلسل.  مارك برناردين ، الذي عمل كاتبًا في لعبة الفيديو مارفل 1943: نهوض هيدرا (2025)، كتب حلقتين بحلول ديسمبر 2023. عمل عليهم لمدة تسعة أشهر أثناء جائحة كوفيد-19 .  كتب ماثيو تشونسي أيضًا للمسلسل بعد أن فعل ذلك لسلسلة استوديوهات مارفل ماذا لو...؟ (2021–2024) ومس مارفل (2022). :7[بحاجة لمصدر أفضل]

### اختيار الممثلين وتسجيل الصوت
تم الكشف عن أن ويني هارلو ، وكريس ويليامز ، وباتريشيا بيلشر ، ولاري هيرون، وآدم غولد، ولين ويتفيلد ، وجاك كوليمون ، وجونا شياو ، وإسحاق روبنسون سميث، وغاري أنتوني ويليامز ، وزيك ألتون، وستيف توسان ، وأنيكا نوني روز قد تم اختيارهم للمشاركة في المسلسل في نوفمبر 2024. يؤدي كريس صوت شخصية تسمى الأسد. 

### الرسوم المتحركة
تتميز عيون واكاندا بأسلوب الرسوم المتحركة المرسومة يدويًا المستوحى من الفنانين الأمريكيين الأفارقة المعاصرين مثل إيرني بارنز ، بالإضافة إلى الرسام دين كورنويل . بدأ العمل على تصميم الشخصيات والرسوم المتحركة عند الإعلان عن المسلسل في ديسمبر 2023. قال هاريس إن المسلسل الطموح لا يمكن صنعه إلا بالرسوم المتحركة نظرًا للمواقع والفترات الزمنية التي تم تصويرها، موضحًا أنه في الرسوم المتحركة "تكلفة مصر تعادل تكلفة مدينة نيويورك، وتكلفة القمر تعادل تكلفة ولاية أوهايو". 

## التسويق
تم الترويج لعيون واكاندا بواسطة كوغلر وهاريس خلال ندوة استوديوهات مارفل للرسوم المتحركة في مؤتمر دي23 في أغسطس 2024، حيث تم عرض بعض اللقطات. تم تضمين لقطات من المسلسل في مقطع فيديو أصدرته ديزني+ في أكتوبر، للإعلان عن جدول إصدار مشاريع تلفزيون مارفل ومارفل أنيميشن حتى نهاية عام 2025.

## الإطلاق
من المقرر أن يبدأ عرض مسلسل عيون واكاندا على ديزني+ في 6 أغسطس 2025، وسيتكون من أربع حلقات. وكان من المقرر مسبقًا إصداره في عام 2024.  ومن المقرر عرض الحلقة الأولى لأول مرة في مهرجان آنسي الدولي لأفلام الرسوم المتحركة في 9 يونيو 2025. ستكون هذه السلسلة الأولى من المرحلة السادسة من MCU.

## روابط خارجية
- عيون واكاندا  في قاعدة بيانات الأفلام على الإنترنت (بالإنجليزية)